# Mojácar
Mojácar là một đô thị ở phía đông nam tỉnh Almería (Andalucia) nam Tây Ban Nha, giáp với Địa Trung Hải. Đô thị này có dân số 6.092 người (2005) và diện tích 72 km², mật độ dân số là 84,6 người/km². Khu vực này có độ cao 152 m trên mực nước biển, cách tỉnh lỵ 90 km.

## Biến động dân số
| 1999  | 2000  | 2001  | 2002  | 2003  | 2004  | 2005  |
| ----- | ----- | ----- | ----- | ----- | ----- | ----- |
| 4,615 | 4,825 | 4,983 | 5,279 | 5,959 | 5,375 | 6,092 |